# Мурат Тамер
Мурат Тамер (24 вересня 1961, Стамбул) — турецький дипломат. Генеральний консул Туреччини в Одесі (Україна) (2008—2011).

## Життєпис
Народився 24 вересня 1961 року в Стамбулі. У 1985 році закінчив Босфорський університет. Володіє англійською мовою.
З 1987 року на дипломатичній роботі в Міністерства закордонних справ Туреччини, де обіймав різні посади.
У 2005—2007 рр. — обіймав посаду начальника департаменту Генерального управління протоколу Міністерства закордонних справ Туреччини;
З 1 жовтня 2007 по 5 березня 2011 рр. — Генеральний консул Туреччини в Одесі (Україна)
У 2013—2017 рр. — Надзвичайний і Повноважний Посол Туреччини в Кувейті.
З 2017 року він працює Представник Міністерства закордонних справ Туреччини у Стамбулі.